# فاروق سلطان
فاروق سلطان، أصبح رئيسا للمحكمة الدستورية العليا في الأول من يوليو لعام 2009. ولد في 8 أكتوبر عام 1941 في قرية الجلاويه بساقلتة محافظة سوهاج. يؤخد عليه أن خبراته السابقة ليست في المجال الدستوري وانما كانت في المحاكم العسكرية ومحاكم أمن الدولة .
. عين بواسطة الرئيس مبارك. أثناء الثورة كانت هناك تكهنات ان رئيس المحكمة الدستوري العليا سيكون رئيسا مؤقتا للبلاد لذا قطع زيارته لتركيا على الفور عائدا إلى مصر.